# Naissance en 1923
Naissance
- 1919
- 1920
- 1921
- 1922
- 1923
- 1924
- 1925
- 1926
- 1927

Cette page dresse une liste de personnalités nées au cours de l'année 1923 présentée dans l'ordre chronologique.
La liste des personnes référencées dans Wikipédia est disponible dans la page de la Catégorie: Naissance en 1923.

## Janvier
- 1er janvier : 
  - Milt Jackson, vibraphoniste de jazz américain († 9 octobre 1999).
  - Roméo Sabourin, soldat et héros de guerre canadien († 14 septembre 1944).
  - Josep Seguer, joueur et entraîneur de football espagnol († 20 avril 2011).
  - Ousmane Sembène, réalisateur et écrivain sénégalais († 9 juin 2007).
  - Abdoulkader Moussa Ali, homme politique du Territoire français des Afars et des Issas († 26 septembre 1986).
- 2 janvier : Pierre Schwed, résistant français, spécialiste reconnu des questions de géostratégie († 10 août 2006).
- 4 janvier :
  - Maurice Cazeneuve, metteur en scène de théâtre, scénariste et réalisateur français († 28 juin 2016).
  - Cristina Conchiglia, syndicaliste et femme politique italienne († 5 mai 2013).
  - Flavio Testi, compositeur et musicologue italien († 14 janvier 2014).
- 5 janvier : Nat Neujean, sculpteur belge († 4 février 2018).
- 6 janvier : Silvano Tartaglini, joueur de rugby à XV italien († 3 octobre 2016).
- 7 janvier :
  - Hugh Kenner, professeur et critique littéraire canadien († 23 novembre 2003).
  - Jerzy Nowosielski, peintre, graphiste, scénographe et illustrateur polonais († 21 février 2011).
- 8 janvier : Larry Storch, acteur, comédien et doubleur de voix américain († 8 juillet 2022).
- 9 janvier : Suh Yun-bok, athlète sud-coréen, spécialiste du marathon († 27 juin 2017).
- 11 janvier :
  - Wright King, acteur américain († 25 novembre 2018).
  - Xavier Krebs, peintre et céramiste français († 29 août 2013).
  - Paavo Lonkila, fondeur finlandais († 22 septembre 2017).
  - Slavko Luštica, joueur et entraîneur de football yougoslave († 4 juillet 1992).
  - Jacqueline Maillan, comédienne française († 12 mai 1992).
  - Gertrud Sigurdsen, femme politique suédoise († 27 mars 2015).
- 12 janvier :
  - Alice Miller, psychologue et philosophe polonaise naturalisée suisse spécialiste de la violence († 14 avril 2010).
  - Holden Roberto, homme politique angolais († 2 août 2007).
- 13 janvier :
  - Daniil Chafran, violoncelliste soviétique puis russe († 7 février 1997).
  - Jack Watling, acteur britannique († 22 mai 2001).
- 14 janvier : Fred Beckey, alpiniste et écrivain américain († 30 octobre 2017).
- 15 janvier : Tjeerd van Andel, géologue et océanologue néerlandais († 17 septembre 2010).
- 16 janvier : Willem Aantjes, homme politique néerlandais († 22 octobre 2015).
- 17 janvier : Corrado Böhm, informaticien théoricien italien († 23 octobre 2017).
- 18 janvier :
  - Robert Bouquillon, peintre, illustrateur et lithographe français de la seconde École de Paris († 18 février 2013).
  - Gerrit Voorting, coureur cycliste néerlandais († 30 janvier 2015).
- 20 janvier : Nora Brockstedt, chanteuse norvégienne († 5 novembre 2015).
- 22 janvier :
  - Justinas Bašinskas, compositeur et pédagogue lituanien († 9 octobre 2003).
  - Diana Douglas, actrice britanno-américaine d'origine bermudienne († 3 juillet 2015).
  - Simone Roger-Vercel, écrivaine française († 17 septembre 2015).
- 23 janvier :
  - Horace Ashenfelter, athlète américain, spécialiste du steeple et du fond († 6 janvier 2018).
  - Michel Droit, romancier, journaliste et académicien français († 22 juin 2000).
  - Lukas Hoffmann, ornithologue, défenseur de l’environnement et philanthrope suisse († 21 juillet 2016).
  - Gottfried Böhm, architecte allemand († 9 juin 2021).
- 24 janvier : Geneviève Asse, peintre française († 11 août 2021).
- 25 janvier : Arvid Carlsson, médecin et neurobiologiste suédois († 29 juin 2018).
- 26 janvier : Anne Jeffreys, actrice et chanteuse américaine († 27 septembre 2017).
- 27 janvier :
  - Marcelle Corneille, religieuse, musicienne, professeure, pédagogue et administratrice canadienne († 3 janvier 2019).
  - Armand Libérati, footballeur français († 2 janvier 2016).
- 31 janvier : 
  - Norman Mailer, écrivain et journaliste américain († 10 novembre 2007).
  - Jorge María Mejía, cardinal argentin († 9 décembre 2014).
  - Maurice Michael Otunga, cardinal kényan († 6 septembre 2003).

## Février
- 1er février : Ben Weider, homme d'affaires canadien († 17 octobre 2008).
- 2 février :
  - Zeddour Mohamed Brahim Kacem, homme politique algérien († 6 novembre 1954).
  - Pierre Gautiez, peintre, illustrateur et critique d'art français († 31 mai 2006).
  - Bob Maloubier, agent secret français († 20 avril 2015).
  - Red Schoendienst, joueur de baseball américain († 6 juin 2018).
- 3 février :
  - Ignacio Carrau, juriste et homme politique espagnol († 12 décembre 2015).
  - Alys Robi, chanteuse et comédienne canadienne († 28 mai 2011).
- 4 février : Belisario Betancur Cuartas, avocat, littérateur et homme d'État colombien († 7 décembre 2018).
- 6 février : Marcel Rémy, alpiniste amateur suisse († 11 juillet 2022).
- 7 février : Keefe Brasselle, chanteur, comédien et percussionniste américain († 7 juillet 1981).
- 8 février :
  - Bata Mihailovitch, peintre serbe († 23 avril 2011).
  - Robert Rietti, acteur et réalisateur britannique d'origine italienne († 3 avril 2015).
- 9 février :
  - Jan Bascour, homme politique belge († 11 novembre 1996).
  - Roger Rémondon, historien français († 10 octobre 1971).
  - Franco Zeffirelli, metteur en scène italien († 15 juin 2019).
- 10 février :
  - Jacques Mennessons, peintre et sculpteur français († 22 novembre 1983).
  - Roberto Renzi, scénariste de bandes dessinées italien († 23 octobre 2018).
- 11 février : Pamela Sharples, femme politique britannique († 19 mai 2022).
- 12 février : Knox Martin, peintre et muraliste américain († 15 mai 2022).
- 13 février : Chuck Yeager, aviateur américain († 7 décembre 2020).
- 14 février :
  - Doris Calloway, nutritionniste américaine († 31 août 2001).
  - Joy Lofthouse, pilote britannique de l'Air Transport Auxiliary († 15 novembre 2017).
  - Masayuki Nagare, sculpteur japonais († 7 juillet 2018).
- 15 février : 
  - Roser Bru, peintre et graveuse chilienne († 26 mai 2021).
  - Keene Curtis, acteur américain † 13 octobre 2002).
  - Abram Iossifovitch Khassine, joueur d'échecs soviétique puis russe († 6 février 2022).
- 16 février :
  - Louis R. Desmarais, comptable agréé et ancien député fédéral du Québec († 25 mars 2017).
  - Vincenzo Rossello, coureur cycliste italien († 20 janvier 1989).
- 17 février : Hwang Jang-yop, homme d'État nord-coréen († 10 octobre 2010).
- 19 février : Alberto Guzmán Soriano, homme politique bolivien († 11 novembre 1989).
  - Samuel Willenberg, ingénieur, peintre et sculpteur polono-israélien († 19 février 2016).
- 20 février : Helen Murray Free, chimiste américaine († 1er mai 2021).
- 21 février : Jean-Jacques Boucavel, homme politique gabonais († 5 novembre 2001).
- 23 février :
  - Hal Cooper, réalisateur, producteur et acteur américain († 11 avril 2014).
  - Ioánnis Grívas, juge grec qui a été Premier ministre par intérim d'un gouvernement de la Grèce († 27 novembre 2016).
- 24 février :
  - Conrad Bain, acteur canadien († 14 janvier 2013).
  - Lucien Braun, historien de la philosophie français († 13 mars 2020).
  - Pierre Dumayet, journaliste, scénariste et producteur français († 11 novembre 2011).
  - Frédéric Kiesel, poète, écrivain et journaliste belge († 15 février 2007).
  - Michel Wiblé, compositeur et pédagogue suisse († 4 avril 2020).
- 25 février :
  - Denise Desjardins, femme de lettres et peintre française († 17 mars 2016).
  - Nathan Glazer, sociologue américain († 19 janvier 2019).
  - Paul Tourenne, chanteur français, membre du quatuor des Frères Jacques († 20 novembre 2016).
- 26 février : Claude Parent, architecte français († 27 février 2016).
- 28 février :
  - Charles Durning, acteur américain († 24 décembre 2012).
  - John Gwilliam, joueur de rugby gallois († 22 décembre 2016).

## Mars
- 1er mars : Đồng Sỹ Nguyên, militaire et homme politique vietnamien († 4 avril 2019).
- 2 mars :
  - Orrin Keepnews, producteur de jazz américain († 1er mars 2015).
  - Robert Michel, homme politique américain († 17 février 2017).
  - Nelly Wicky,  personnalité politique et militante féministe suisse († 27 janvier 2020).
- 4 mars :
  - Angel Alonso, peintre français d'origine espagnole († 20 décembre 1994).
  - Giánnis Gaḯtis, peintre et sculpteur grec († 22 juillet 1984).
  - Patrick Moore, astronome amateur et présentateur de télévision britannique († 9 décembre 2012).
  - Celeste Rodrigues, chanteuse portugaise de fado († 1er août 2018).
- 5 mars :
  - Liri Belishova, politicienne albanaise († 23 avril 2018).
  - Roger Bordier, écrivain français († 26 juin 2015).
  - Robert Dallet, naturaliste autodidacte, dessinateur et illustrateur français († 2006).
- 6 mars : Herman Leonard, photographe américain († 14 août 2010).
- 7 mars : 
  - Agnes Bernelle, actrice allemande († 15 février 1999).
  - Thomas Keating, moine trappiste et prêtre américain († 25 octobre 2018).
  - Edmond Le Maître, joueur et entraîneur de football français († 8 février 2011).
  - Vladimír Zábrodský, joueur de hockey sur glace tchécoslovaque († 20 mars 2020).
- 8 mars :
  - Cyd Charisse (Tula Ellice Finklea, dite), actrice et danseuse américaine († 17 juin 2008).
  - Booth Colman, acteur américain († 15 décembre 2014).
  - Kurt Wilhelm, metteur en scène et auteur allemand († 25 décembre 2009).
- 9 mars :
  - Basil Hume, cardinal britannique, archevêque de Westminster († 17 juin 1999).
  - Walter Kohn, physicien autrichien naturalisé américain, d'origine juive († 19 avril 2016).
- 10 mars :
  - Don Abney, pianiste de jazz américain († 20 janvier 2000).
  - Val Logsdon Fitch, physicien américain († 5 février 2015).
  - Jean-Claude Pecker, astrophysicien français († 20 février 2020).
- 11 mars :
  - Terence Alexander, acteur britannique († 28 mai 2009).
  - Agatha Barbara, femme politique maltaise († 4 février 2002).
  - Alice von Hildebrand, philosophe belge († 14 janvier 2022).
- 12 mars :
  - Ugo Attardi, peintre, sculpteur et écrivain italien († 20 juillet 2006).
  - Walter Schirra, astronaute américain († 3 mai 2007).
- 13 mars : Emil Karewicz, acteur polonais († 18 mars 2020).
- 15 mars : Joseph Madec, évêque catholique français († 5 février 2013).
- 16 mars : Heinz Wallberg, chef d'orchestre allemand († 29 septembre 2004).
- 18 mars : José Riba, footballeur espagnol († 11 septembre 2002).
- 19 mars :
  - Bobby Brown, footballeur international puis entraîneur écossais († 15 janvier 2020).
  - Serse Coppi, coureur cycliste italien († 29 juin 1951).
  - Oskar Fischer, homme politique est-allemand puis allemand († 2 avril 2020).
  - Yves La Prairie, écrivain français, officier de marine et fondateur du CNEXO (futur Ifremer) († 21 août 2015).
  - Giuseppe Rotunno, directeur de la photographie et professeur italien († 7 février 2021).
- 20 mars :
  - Jean Lanfranchi, footballeur français († 5 décembre 2017).
  - Phan Kế An, peintre vietnamien († 21 janvier 2018).
- 21 mars :
  - Louis-Edmond Hamelin, écrivain, professeur, linguiste et géographe canadien † 11 février 2020).
  - André Lagasse, homme politique belge († 11 août 2010).
  - Shri Mataji Nirmala Devi, fondatrice indienne du Sahaja yoga († 23 février 2011).
  - Rezső Nyers, homme politique et économiste hongrois († 22 juin 2018).
  - Peter Pratt, acteur britannique († 11 janvier 1995).
- 22 mars :
  - Alberto Beltrán, peintre, muraliste, illustrateur, caricaturiste et graveur mexicain († 19 avril 2002).
  - José Comblin, prêtre catholique belge et brésilien († 27 mars 2011).
  - Marcel Marceau, mime français († 22 septembre 2007).
- 23 mars :
  - Jean Bara, acteur français († 2 mars 2020).
  - Wim van Est, coureur cycliste néerlandais († 1er mai 2003).
- 24 mars :
  - Běla Kolářová, artiste, photographe et peintre tchécoslovaque puis tchèque († 12 avril 2010).
  - Wim van der Voort, patineur de vitesse néerlandais († 23 octobre 2016).
- 25 mars : Reimar Lüst, astrophysicien allemand († 31 mars 2020).
- 27 mars :
  - Gordon Fairweather, avocat et homme politique canadien († 24 décembre 2008).
  - Hilary Heron, sculptrice irlandaise († 28 avril 1977)
  - John Coleman Moore, mathématicien américain († 1er janvier 2016).
  - Jack O'Neill, inventeur américain († 2 juin 2017).
  - Ulla Sallert, actrice et chanteuse suédoise († 11 mai 2018).
- 29 mars :
  - Paul Barthes, footballeur français († 31 août 1986).
  - André Courrèges, couturier français († 7 janvier 2016).
  - Geoff Duke, pilote de moto britannique († 1er mai 2015).
- 30 mars : Milton Acorn, poète canadien († 20 août 1986).
- 31 mars :
  - Shoshana Damari, chanteuse israélienne († 14 février 2006).
  - Ahmed Laghmani, poète tunisien († 19 avril 2015).

## Avril
- 1er avril : Claude Nordmann, historien français († 18 avril 1985).
- 3 avril :
  - Arthur Aeschbacher, peintre et affichiste suisse († 10 octobre 2020).
  - Gerda Sutton, peintre d'origine britannique naturalisée française († 30 septembre 2005).
- 4 avril :
  - Ignacio Orbaiceta, coureur cycliste espagnol († 20 avril 2011).
  - Gene Reynolds, réalisateur, acteur, producteur et scénariste américain († 3 février 2020).
  - Jean Roussel, homme politique français († 5 septembre 2015).
  - Peter Vaughan, acteur britannique († 6 décembre 2016).
- 5 avril :
  - Ernest Mandel, économiste et politicien trotskiste, allemand († 20 juillet 1995).
  - K.R.H. Sonderborg, peintre et musicien danois († 18 février 2008).
- 7 avril : Aldo Bufi Landi, acteur italien († 2 février 2016).
- 9 avril :
  - Arthur Batanides, acteur américain († 10 janvier 2000).
  - Albert Decourtray, archevêque de Lyon, cardinal et académicien français († 16 septembre 1994).
- 10 avril : David Rose, administrateur britannique puis guyanien († 10 novembre 1969).
- 11 avril :
  - Nina Garsoïan, historienne américaine d'origine française spécialisée dans l'histoire arménienne et byzantine († 14 août 2022).
  - Theodore Isaac Rubin, psychiatre et écrivain américain († 16 février 2019).
- 13 avril : 
  - Don Adams, acteur, scénariste, réalisateur et producteur américain († 25 septembre 2005).
  - Jan van Genderen, théologien, professeur et pasteur néerlandais († 23 mars 2004).
- 14 avril : Lydia Clarke, actrice américaine († 3 septembre 2018).
- 16 avril : Alina Janowska, actrice, danseuse et chanteuse polonaise († 13 novembre 2017).
- 17 avril :
  - Étienne Bally, athlète français spécialiste du sprint († 10 janvier 2018).
  - Jacques Sternberg, auteur de science-fiction franco-belge († 11 octobre 2006).
- 18 avril :
  - Roger Eskenazi, peintre français († 31 octobre 2003).
  - Shozo Awazu, judoka japonais, un des fondateurs du judo en France († 17 mars 2016).
  - Gershon Edelstein, rabbin israélien († 30 mai 2023).
- 19 avril : 
  - Jean Guillaumin, psychanalyste français († 7 avril 2017).
  - Lygia Fagundes Telles, romancière brésilienne († 3 avril 2022).
- 20 avril :
  - Mère Angelica, religieuse américaine († 27 mars 2016).
  - Eugène Lecrosnier, évêque catholique français († 15 octobre 2013).
- 21 avril :
  - Gustaw Holoubek, acteur de théâtre et de cinéma, réalisateur et homme politique polonais († 6 mars 2008).
  - Halfdan T. Mahler, médecin danois († 14 décembre 2016).
- 22 avril :
  - André Campo, footballeur français († 1er octobre 2008).
  - Paula Fox, romancière américaine († 1er mars 2017).
  - Bettie Page, mannequin américain († 11 décembre 2008).
- 24 avril : Henri Ecochard, soldat français († 3 avril 2020).
- 25 avril :
  - Albert King, bluesman américain († 21 décembre 1992).
  - Edmond Malinvaud, économiste français († 7 mars 2015).
  - Francis Graham-Smith, astronome britannique († 20 juin 2025).
- 26 avril : Henry Babel, théologien, pasteur protestant et peintre suisse († 15 février 2019).
- 28 avril :
  - Fina García Marruz, poétesse et essayiste cubaine († 27 juin 2022).
  - Horst Mittelstaedt, biologiste allemand († 18 février 2016).
- 30 avril :
  - René Bedia Morales, révolutionnaire cubain († 8 décembre 1956).
  - Percy Heath, contrebassiste de jazz américain († 28 avril 2005).

## Mai
- 1er mai :
  - Frank Brian, joueur de basket-ball américain († 14 mai 2017).
  - Günter Fruhtrunk, peintre allemand († 12 décembre 1982).
- 3 mai :
  - Marie Chamming's, résistante française († 15 février 2022).
  - Ralph Hall, homme politique américain  († 7 mars 2019).
- 4 mai :
  - Assy Rahbani, auteur-compositeur libanais († 21 juin 1986).
  - Eric Sykes, acteur, scénariste et réalisateur britannique († 4 juillet 2012).
- 5 mai :
  - François Dubanchet, homme politique français († 26 mars 2019).
  - Stocker Fontelieu, acteur américain († 14 décembre 2009).
  - Ellis Larkins, pianiste de jazz américain († 30 septembre 2002).
  - Edit Perényi-Weckinger, gymnaste artistique hongroise († 1er février 2019).
  - Konrad Repgen, historien allemand († 2 avril 2017).
  - Cathleen Synge Morawetz, mathématicienne américaine († 8 août 2017).
- 6 mai : Josep Seguer, joueur et entraîneur de football espagnol († 1er janvier 2014).
- 7 mai :
  - Anne Baxter, actrice américaine († 12 décembre 1985).
  - Bülend Ulusu, amiral et homme d'État turc († 23 décembre 2015).
  - Hubert Voilquin, homme politique français († 2 août 2015).
- 8 mai : 
  - Isaac Celnikier, peintre et graveur polonais († 11 novembre 2011).
  - Li Lienfung, chimiste et écrivaine chinoise puis singapourienne († 3 août 2011).
  - Louise Meriwether, romancière américaine († 10 octobre 2023).
- 9 mai :
  - Carlos Bousoño, poète et critique littéraire espagnol († 24 octobre 2015).
  - Merv Johnson, homme politique canadien († 14 juillet 2019).
  - Claude Piéplu, comédien français († 24 mai 2006).
- 10 mai : Luisa Palacios, peintre, graveuse et céramiste vénézuélienne († 16 septembre 1990).
- 11 mai : Eugenio Calabi, mathématicien italien († 25 septembre 2023).
- 12 mai :
  - Daniel Steyn, ingénieur et homme politique sud-africain († 17 juin 2017).
  - Nalla Tan, médecin, pédagogue, militante pour les droits des femmes et écrivaine singapourienne († 27 mars 2012).
- 13 mai : Red Garland, pianiste de jazz américain († 23 avril 1984).
- 14 mai : 
  - Mrinal Sen, réalisateur indien bengali († 30 décembre 2018).
  - Alfredo Pieroni, journaliste et écrivain italien († 28 septembre 2011).
- 15 mai :
  - Adolf Grünbaum, philosophe allemand naturalisé américain († 15 novembre 2018).
  - Jean Camille Joseph Masson, soldat français († 24 février 2019).
  - Gholam-Reza Pahlavi, prince et général iranien († 7 mai 2017).
- 16 mai : Guido De Santi, coureur cycliste italien († 30 octobre 1998).
- 17 mai :
  - Charles Maussion, peintre français († 5 février 2010).
  - Pascual Navarro, peintre vénézuélien († 15 mars 1986).
- 21 mai : Ara Parseghian, joueur et entraîneur américain de football américain († 2 août 2017).
- 22 mai : William Sabatier, acteur français († 17 mars 2019).
- 24 mai : Seijun Suzuki, réalisateur japonais († 13 février 2017).
- 25 mai :
  - Pedro Coronel, peintre et sculpteur mexicain († 23 mai 1985).
  - Bernard Koura, peintre français († 9 février 2018).
  - Jan Świdziński, artiste contemporain intermedia, créateur de l'art contextuel, performeur, critique d'art et philosophe polonais († 9 février 2014).
- 26 mai : 
  - James Arness, acteur et producteur américain († 3 juin 2011).
  - Roy Dotrice, acteur et scénariste britannique († 16 octobre 2017).
  - Arno Gruen, écrivain, philosophe, psychologue et psychothérapeute germano-suisse († 20 octobre 2015).
  - Horst Tappert, acteur allemand († 13 décembre 2008).
- 27 mai : 
  - Henry Kissinger, politologue et secrétaire d'État américain († 29 novembre 2023).
  - Sumner Redstone, entrepreneur américain († 11 août 2020).
- 28 mai :
  - György Ligeti, compositeur hongrois († 12 juin 2006).
  - Nandamuri Taraka Rama Rao, acteur, producteur et réalisateur du cinéma indien († 18 janvier 1996).
- 29 mai :
  - Bernard Clavel, écrivain français († 5 octobre 2010).
  - Carl Duering, acteur britannique d'origine allemande († 1er septembre 2018).
  - Eugene Wright, contrebassiste de jazz américain († 30 décembre 2020).
- 30 mai : René Minel, footballeur français († 2003).
- 31 mai : 
  - Ellsworth Kelly, peintre et sculpteur abstrait américain († 27 décembre 2015).
  - Rainier III, futur prince de Monaco († 6 avril 2005).
  - Marie-José Chombart de Lauwe, résistante, déportée et sociologue

## Juin
- 1er juin :
  - Boris Mojaev, écrivain et scénariste soviétique († 2 mars 1996).
  - Eugène Vaulot, militaire français († 2 mai 1945).
  - Maxime Scot, résistant et officier parachutiste français († 5 juin 2015).
- 2 juin : Lloyd Shapley, mathématicien et économiste américain († 12 mars 2016).
- 3 juin : 
  - Igor Chafarevitch, mathématicien soviétique puis russe († 19 février 2017).
  - June Brunell, photographe portraitiste australienne († 9 avril 2021).
- 4 juin : Yuriko Takagi, princesse japonaise († 15 novembre 2024).
- 5 juin :
  - Vladimir Firm, footballeur yougoslave puis croate († 27 novembre 1996).
  - Yona Friedman, architecte et sociologue français d'origine hongroise († 14 décembre 2019).
  - Henri Froment-Meurice, diplomate français († 1er juillet 2018 ou 2 juillet 2018).
  - Jesús-Rafael Soto, plasticien, sculpteur et peintre vénézuélien († 14 janvier 2005).
  - Théodora van Rossum, diplomate allemande († 15 février 2019).
- 6 juin : René Monory, homme politique français († 11 avril 2009).
- 7 juin : Jean Baratte, footballeur français († 1er juillet 1986).
- Pierre Fyot, résistant et médecin français.
- 10 juin :
  - Paul Brunelle, chanteur country québécois († 24 novembre 1994).
  - Martin Henriksson Holmdahl, professeur suédois d'anesthésiologie, recteur de l'université d'Uppsala († 11 mars 2015).
  - Madeleine Lebeau, actrice française († 1er mai 2016).
  - Robert Maxwell, magnat de la presse britannique († 5 novembre 1991).
  - Françoise Sullivan, peintre, sculptrice, chorégraphe et danseuse canadienne.
- 12 juin : Mića Popović, peintre et réalisateur de films expérimentaux serbe puis yougoslave († 22 décembre 1996).
- 15 juin :
  - Erroll Garner, pianiste de jazz américain († 2 janvier 1977).
  - Ninian Stephen, magistrat et homme d'État australien († 29 octobre 2017).
- 16 juin : Marc Cassot, acteur français († 21 janvier 2016).
- 17 juin :
  - Bill Adams, juge et politicien canadien († 12 novembre 2005).
  - Anthony Joseph Bevilacqua, cardinal américain († 31 janvier 2012).
  - Larry Kwong, joueur puis entraîneur de hockey sur glace canadien († 15 mars 2018).
  - Claude Santelli, réalisateur de télévision français († 14 décembre 2001).
  - Jan Veselý, coureur cycliste tchécoslovaque puis tchèque († 10 février 2003).
- 18 juin :
  - Jean Delumeau, historien français († 13 janvier 2020).
  - Robert Ellenstein, acteur américain († 28 octobre 2010).
- 19 juin :
  - Colin Jordan, homme politique britannique († 9 avril 2009).
  - Georges Jouvin, trompettiste et compositeur français († 24 octobre 2016).
- 20 juin :
  - Gregory Baum, théologien et professeur de théologie canadien († 18 octobre 2017).
  - Peter Gay, historien allemand naturalisé américain († 12 mai 2015).
  - Richard Stapley, acteur anglais († 5 mars 2010).
- 22 juin : Bernard Quentin, peintre, sculpteur et designer français († 28 juin 2020).
- 23 juin :
  - Anna Chennault, femme politique américaine († 30 mars 2018).
  - Pierre Jourdan, homme politique français († 21 octobre 2020).
  - Jerry Rullo, joueur de basket-ball américain († 21 octobre 2016).
- 24 juin :
  - Yves Bonnefoy, poète, critique d'art et traducteur français († 1er juillet 2016).
  - Marc Riboud, photographe français († 30 août 2016).
  - Paul Collowald, journaliste français.
- 25 juin :
  - Jamshid Amouzegar, homme politique iranien († 28 septembre 2016).
  - Gilbert Bourdin, chef spirituel martiniquais de la communauté du Mandarom († 20 mars 1998).
  - Sam Francis, peintre américain († 4 novembre 1994).
  - Vatroslav Mimica, réalisateur yougoslave d'origine croate († 15 février 2020).
  - Nicholas Mosley, romancier britannique († 28 février 2017).
- 26 juin : Georges Hermann, peintre, graveur, plasticien, théoricien de l'art et chimiste français († 29 juillet 1971).
- 27 juin : Beth Chatto, conceptrice de jardin britannique († 13 mai 2018).
- 28 juin : Roland Pressat, démographe français († 3 janvier 2020).
- 29 juin : Chou Wen-chung, compositeur de musique contemporaine sino-américain († 25 octobre 2019).
- 30 juin : Charles Hepworth Holland, géologue britannique († 26 décembre 2019).

## Juillet
- 1er juillet :
  - Herman Chernoff, mathématicien, informaticien et statisticien américain.
  - Constance Ford, actrice américaine († 26 février 1993).
  - Kornél Pajor, patineur de vitesse d'origine hongroise († 18 mai 2016).
  - Victor Sevastianov, footballeur et peintre soviétique puis ukrainien († 2 octobre 1993).
- 2 juillet : Wisława Szymborska, Prix Nobel de littérature polonaise († 1er février 2012).
- 4 juillet :
  - Jean Dumont, architecte français († 17 janvier 2007).
  - George Mostow, mathématicien américain († 4 avril 2017).
- 5 juillet :
  - Gustaaf Joos, cardinal belge († 2 novembre 2004).
  - Ivo Pitanguy, chirurgien brésilien spécialisé dans la chirurgie plastique († 6 août 2016).
- 6 juillet :
  - Madame Claude, proxénète française († 19 décembre 2015).
  - Wojciech Jaruzelski, général et homme d'État polonais († 25 mai 2014).
- 8 juillet : 
  - Harrison Dillard, athlète américain († 15 novembre 2019).
  - Jeanine Collard, cantatrice française († 23 mars 2016).
- 10 juillet : 
  - Stanton Forbes, femme de lettres américaine († 22 octobre 2013).
  - Earl Hamner, Jr., scénariste et producteur américain († 24 mars 2016).
- 11 juillet :
  - Alice Biró, architecte suisse († 26 mars 2018).
  - Ray Lumpp, basketteur américain († 16 janvier 2015).
  - Richard Pipes, historien polonais naturalisé américain († 17 mai 2018).
- 12 juillet : 
  - Miguel Artola Gallego, historien et intellectuel espagnol († 26 mai 2020).
  - James E. Gunn, écrivain américain († 23 décembre 2020).
- 13 juillet :
  - Alexandre Astruc, réalisateur, scénariste et écrivain français († 19 mai 2016).
  - Erich Lessing, photographe autrichien († 29 août 2018).
- 15 juillet : Philly Joe Jones, batteur de jazz américain († 30 août 1985).
- 17 juillet : Léon Taverdet, évêque catholique français († 8 août 2013).
- 18 juillet :
  - Lajos Kelemen, homme politique hongrois († 9 août 2008).
  - Michael Medwin, acteur et producteur anglais († 26 février 2020).
  - Maria Pacôme, comédienne et dramaturge française († 1er décembre 2018).
- 19 juillet : Louis Olivier, homme politique belge († 6 janvier 2015).
- 21 juillet : Rudolph Marcus, chimiste canadien.
- 22 juillet : 
  - Jean de Herdt, judoka français († 5 janvier 2013).
  - Bob Dole, homme politique américain († 5 décembre 2021).
- 23 juillet : 
  - Morris Halle, linguiste d'origine juive lettone († 2 avril 2018).
  - Claude Luter, clarinettiste de jazz français († 6 octobre 2006).
  - Luis Procuna, matador mexicain († 10 août 1995).
- 24 juillet : 
  - Albert Vanhoye, cardinal français († 29 juillet 2021).
  - Richard Gregory, psychologue et neuropsychologue de l'université de Bristol († 17 mai 2010).
- 25 juillet :
  - Charles Marq, maître-verrier, peintre et graveur français († 19 novembre 2006).
  - Estelle Getty, actrice américaine († 22 juillet 2008).
- 26 juillet : Biff Elliot, acteur américain († 15 août 2012).
- 27 juillet :
  - Peter Cabus, compositeur et professeur de musique belge († 11 novembre 2000).
  - Eugène Dodeigne, sculpteur belgo-français († 24 décembre 2015).
- 30 juillet : Siegfried Köhler, chef d'orchestre et compositeur de musique classique allemand († 12 septembre 2017).
- 31 juillet :
  - Jimmy Evert, joueur et entraîneur de tennis américain († 22 août 2015).
  - Victor Goldbloom, médecin et politicien québécois († 15 février 2016).
  - Joseph Keller, mathématicien américain († 7 septembre 2016).

## Août
- 2 août :
  - Pierre Bini, footballeur français († 21 juin 1991).
  - Shimon Peres, homme d'État israélien, président de l'État d'Israël de 2007 à 2014 († 28 septembre 2016).
- 3 août : 
  - Chenouda III d'Alexandrie, 117e primat (pape et patriarche) de l'Église copte orthodoxe († 17 mars 2012).
  - Marcelle Engelen, résistante française († 7 janvier 2023).
  - Fu Quanxiang, comédienne chinoise († 24 octobre 2017).
- 4 août :
  - Arthur Butterworth, compositeur, chef d'orchestre, trompettiste et pédagogue anglais († 20 novembre 2014).
  - Oswaldo Vigas, peintre et muraliste vénézuélien († 22 avril 2014).

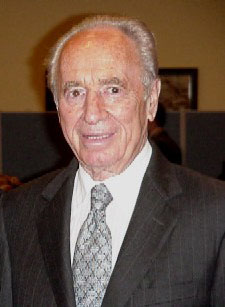
Shimon Peres

- Shimon Peres5 août : Manuel Cerveró, footballeur espagnol († 18 janvier 2008).
- 6 août :
  - Sherwood Bailey, acteur américain († 6 août 1987).
  - Paul Hellyer, politicien canadien († 8 août 2021).
  - Jack Parnell, compositeur et acteur britannique († 8 août 2010).
- 8 août : Antonio Quarracino, cardinal archevêque argentin († 28 février 1998).
- 9 août : 
  - Mário Cesariny, peintre et poète portugais († 26 novembre 2006).
  - Catherine Langeais, speakerine et présentatrice de télévision française († 23 avril 1998).
  - John Stephenson, acteur américain († 15 mai 2015).
- 10 août : 
  - Joseph Bialot, écrivain français († 25 novembre 2012).
  - Jean Graton, scénariste et dessinateur de bande dessinée français († 21 janvier 2021).
  - René Kleinmann, résistant français († 22 janvier 2009).
  - Georges Privat, homme politique français († 10 décembre 2023)
- 11 août : Roger Engel, enseignant, naturaliste, archéologue et écrivain français († 24 janvier 2018).
- 12 août :
  - Dragutin Haramija, homme politique croate † 28 novembre 2012).
  - Carlo Smuraglia, homme politique italien († 31 mai 2022).
- 13 août : Gilberte Degeimbre, témoin belge des apparitions mariales de Beauraing († 10 février 2015).
- 15 août :
  - Marcel Pouget, peintre français († 5 décembre 1985).
  - Rose Marie, actrice américaine († 28 décembre 2017).
- 16 août :
  - Jack Aeby, ingénieur américain († 19 juin 2015).
  - Alex-Casimir Dosseh, musicien togolais († 12 mars 2007).
- 17 août : Carlos Cruz-Diez, peintre vénézuélien naturalisé français († 27 juillet 2019).
- 20 août :
  - Giorgio Albertazzi, acteur, auteur, metteur en scène et scénariste de cinéma et de télévision italien  († 28 mai 2016).
  - Tom M. Apostol, mathématicien américain († 8 mai 2016).
  - Jean-Louis Miège, historien français († 31 janvier 2018)
- 23 août : Zofia Posmysz, écrivaine, journaliste et résistante polonaise († 8 août 2022).
- 24 août :
  - Pierre Barillet, auteur de théâtre et romancier français († 8 janvier 2019).
  - Jean-Marc Thibault, comédien, humoriste, réalisateur et scénariste français († 28 mai 2017).
- 25 août : Kiraz, dessinateur de presse français († 11 août 2020)
- 29 août : Richard Attenborough, acteur et réalisateur britannique († 24 août 2014).
- 30 août :
  - William Duell, acteur et chanteur américain († 22 décembre 2011).
  - Roger Pierre, comédien et humoriste français († 23 janvier 2010).
  - Giacomo Rondinella, chanteur et acteur italien († 26 février 2015).

## Septembre
- 1er septembre :
  - Franco Franchi, coureur cycliste italien  († 29 octobre 2018).
  - Kenneth Thomson, homme d'affaires canadien († 12 juin 2006).
  - Eliane Castelnau, architecte française.
- 2 septembre :
  - Fred Draper, acteur américain († 26 décembre 1999).
  - David Lam, lieutenant-gouverneur de la Colombie-Britannique († 22 novembre 2010).
  - Ramón Valdés, acteur mexicain († 9 août 1988).
  - Walerian Borowczyk, réalisateur polonais († 3 février 2006).
- 3 septembre : 
  - Naïg Rozmor, poétesse, conteuse et dramaturge française de langue bretonne († 15 mars 2015).
  - Mort Walker, auteur de bande dessinée et illustrateur américain († 27 janvier 2018).
  - Terry Wilson, acteur américain († 30 mars 1999).
- 4 septembre : Claudio Baccalà, peintre suisse († 9 décembre 2007).
- 5 septembre :
  - André Minaux, peintre, sculpteur, illustrateur, graveur et lithographe français († 4 octobre 1986).
  - Gustavo Rojo, acteur uruguayen († 22 avril 2017).
- 7 septembre :
  - Godefroy de Billy, dentiste et homme politique canadien († 22 novembre 2009).
  - Peter Lawford, acteur et producteur anglo-américain († 24 décembre 1984).
  - Riccardo Picchio, linguiste italien († 13 août 2011).
  - Louise Suggs, golfeuse américaine († 7 août 2015).
- 8 septembre :
  - Attilio Redolfi, coureur cycliste italien, naturalisé français († 15 juin 1997).
  - Wilbur Ware, contrebassiste de jazz américain († 9 septembre 1979).
- 9 septembre : 
  - Max Lüscher, psychologue et philosophe suisse († 2 février 2017).
  - Marcel Zanini, musicien de jazz français († 18 janvier 2023).
- 10 septembre :
  - Uri Avnery, journaliste et homme politique israélien († 20 août 2018).
  - Frederick Russell, homme politique canadien († 20 juin 2001).
- 11 septembre :
  - Alan Badel, acteur britannique († 19 mars 1982).
  - Betsy Drake, actrice américaine († 27 octobre 2015).
- 13 septembre : Hubert Deschamps, comédien français († 29 décembre 1998).
- 14 septembre : Jean Nallit, résistant français († 12 novembre 2024).
- 15 septembre :
  - Georg Kreisel, logicien des mathématiques britannique d'origine autrichienne († 1er mars 2015).
  - Ernest Rannou, joueur et entraîneur de football français († 8 septembre 2013).
- 16 septembre :
  - Fernando Lanhas, peintre et architecte portugais († 4 février 2012).
  - Lee Kuan Yew, homme d'État singapourien, premier ministre de la république de Singapour († 23 mars 2015).
  - Federico Silva, peintre et sculpteur mexicain († 30 novembre 2022).
- 17 septembre : Hank Williams, chanteur et musicien de musique country américain († 1er janvier 1953).
- 18 septembre : Anne de Bourbon-Parme, épouse de l'ancien roi Michel Ier de Roumanie († 1er août 2016).
- 20 septembre : 
  - Jack Pinoteau, réalisateur français († 6 avril 2017).
  - Jean-Pierre Secq, architecte français († 18 avril 2013).
- 23 septembre :
  - Gérard Altmann, peintre français († 19 avril 2012).
  - Mohamed Hassanein Heikal, journaliste égyptien († 17 février 2016).
- 24 septembre :
  - Paul Baxley, acteur et réalisateur américain († 4 mars 2011).
  - Louis Edmonds, acteur américain († 3 mars 2001).
  - Li Yuan-tsu, homme politique taïwanais († 8 mars 2017).
  - Fats Navarro, trompettiste de jazz américain († 7 juillet 1950).
- 25 septembre :
  - Leonardo Benevolo, architecte, urbaniste et historien de l'architecture italien († 5 janvier 2017).
  - Jean Feugereux, peintre paysagiste, aquarelliste, graveur et écrivain français († 3 février 1992).
- 26 septembre : René Legrand, peintre, céramiste et décorateur d'intérieur français († 23 septembre 1996).
- 27 septembre : Bernard Manciet, poète, romancier et essayiste gascon († 3 juin 2005).
- 28 septembre : Alex Spanos, milliardaire américain d'origine grecque († 9 octobre 2018).
- 30 septembre : Thérèse Gouin Décarie, psychologue et universitaire canadienne († 2 avril 2024).

## Octobre
- 1er octobre : Mohammed El-Ghazali Ben El-Haffaf, militant algérien du Parti du peuple algérien († 1er mai 1945).
- 2 octobre : 
  - Shirley Jaffe, peintre abstraite américaine († 29 septembre 2016).
  - Judith Hemmendinger, écrivaine israélienne († 24 mars 2024).
- 3 octobre :
  - Stanisław Skrowaczewski, chef d'orchestre et compositeur polonais († 21 février 2017).
  - Pierre Spori, peintre, céramiste et dessinateur suisse († 12 mars 1989).
- 4 octobre :
  - Charlton Heston, acteur américain († 5 avril 2008).
  - Meyer Lazar (né Marcel Lazarovici), peintre français († 30 janvier 1995).
- 5 octobre : Glynis Johns, actrice, chanteuse et danseuse britannique.(† 4 janvier 2024).
- 6 octobre :
  - Paula Delsol, réalisatrice et écrivaine française († 12 juin 2015).
  - Yaşar Kemal, romancier et journaliste turc d'origine kurde († 28 février 2015).
  - Jacqueline Teyssier, survivante et témoin de la Shoah juive française († 20 mars 2022).
  - Lowell Thomas, Jr., sénateur de l'Alaska puis 5e lieutenant-gouverneur de l'Alaska († 1er octobre 2016).
- 7 octobre :
  - Michel Kuehn, évêque catholique français, évêque émérite de Chartres († 18 septembre 2012).
  - Jean-Paul Riopelle, peintre québécois, († 12 mars 2002).
- 9 octobre :
  - Jean Aubert, footballeur français († 18 juillet 2010).
  - Haim Gouri, poète, journaliste, traducteur et réalisateur israélien († 31 janvier 2018).
  - Taisiya Sergeevna Osintseva, neurologue soviétique puis russe (†  17 novembre 2008).
  - Donald Sinden, acteur britannique (†  11 septembre 2014).
- 10 octobre : Murray Walker, journaliste britannique († 13 mars 2021).
- 12 octobre : Bernard Pingaud, écrivain français († 25 février 2020).
- 13 octobre : Cyril Shaps, acteur britannique († 1er janvier 2003).
- 15 octobre : 
  - Italo Calvino, écrivain italien († 19 septembre 1985).
  - Lindsay Thompson, homme politique australien, membre du Parti libéral d'Australie († 16 juillet 2008).
- 17 octobre :
  - Barney Kessel, guitariste de jazz américain († 6 mai 2004).
  - Henryk Roman Gulbinowicz, cardinal polonais, archevêque émérite de Wroclaw († 16 novembre 2020).
- 18 octobre :
  - Paulo Amaral, joueur et entraîneur de football brésilien († 1er mai 2008).
  - Antonio Troyo Calderón, prélat catholique costaricien († 1er décembre 2015).
- 19 octobre : Virgilio Dalupan, joueur et entraîneur de basket-ball philippin († 17 août 2016).
- 20 octobre : Robert Craft, chef d'orchestre et critique musical américain († 10 novembre 2015).
- 21 octobre : Horst Herold, officier de police allemand († 14 décembre 2018).
- 22 octobre :
  - Rodrigue Bourdages, homme politique fédéral provenant du Québec († 12 octobre 1997).
  - Max Bury, homme politique belge († 17 juillet 1982).
  - Bert Trautmann, footballeur allemand († 19 juillet 2013).
- 23 octobre : 
  - Louis Favre, joueur et entraîneur de football français († 15 janvier 2008).
  - Rina Lazo, peintre guatémaltèque-mexicaine († 1er novembre 2019).
  - Ned Rorem, compositeur américain († 18 novembre 2022).
- 25 octobre : 
  - Jean Duceppe, comédien canadien († 7 décembre 1990).
  - Achille Silvestrini, cardinal italien, préfet émérite de la Congrégation pour les Églises orientales († 29 août 2019).
- 26 octobre : Bülent Eken, joueur et entraîneur de football turc († 25 juillet 2016).
- 27 octobre : Roy Lichtenstein, peintre américain († 29 septembre 1997).
- 29 octobre :
  - Carl Djerassi, chimiste, romancier et dramaturge austro-américain († 30 janvier 2015).
  - Gerda van der Kade-Koudijs, athlète néerlandaise († 19 mars 2015).
- 30 octobre :
  - Anne Beaumanoir, résistante, Juste parmi les nations, médecin neurophysiologiste et militante française († 4 mars 2022).
  - Herschel Bernardi, acteur et chanteur américain († 9 mai 1986).
  - William Campbell, acteur américain († 28 avril 2011).
- 31 octobre : Mieczysław Maliński, prêtre catholique, théologien et écrivain polonais († 15 janvier 2017).

## Novembre
- 1er novembre :
  - Gordon R. Dickson, écrivain de science-fiction († 31 janvier 2001).
  - Sergueï Mikaelian, réalisateur et scénariste soviétique puis russe († 10 décembre 2016).
  - Carlos Páez Vilaró, peintre, céramiste, sculpteur, muraliste, écrivain, compositeur et constructeur uruguayen († 24 février 2014).
- 2 novembre : Léon Rossi, footballeur français († 19 mars 2007).
- 3 novembre : Tomás Ó Fiaich, cardinal irlandais, archevêque d'Armagh († 8 mai 1990).
- 5 novembre : Biserka Cvejić, artiste lyrique serbe d'origine croate († 7 janvier 2021).
- 6 novembre : Donald Houston, acteur britannique († 13 octobre 1991).
- 7 novembre : Josep Maria Madorell, auteur catalan de bandes dessinées († 1er février 2004).
- 9 novembre : Elizabeth Hawley, journaliste américaine († 26 janvier 2018).
- 11 novembre :
  - Kurt Neumann, footballeur allemand († 13 juin 2014).
  - Laurie Topp, footballeur anglais († 7 janvier 2007).
  - Richard Venture, acteur américain († 19 décembre 2017).
- 12 novembre :
  - Ernie Anderson, acteur et scénariste américain († 6 février 1997).
  - Piem (Pierre de Montvallon, dit), dessinateur français († 12 novembre 2020).
  - Poul Søgaard, homme politique danois († 13 décembre 2016).
- 13 novembre :
  - Pío Cabanillas Gallas, homme politique espagnol († 10 octobre 1991).
  - Eugenio de Nora, poète espagnol († 2 mai 2018).
  - Albert Ramassamy, homme politique français († 4 novembre 2018).
  - Roger Somville, peintre belge († 31 mars 2014).
- 15 novembre :
  - Michael Lapage, rameur d'aviron britannique († 20 juillet 2018).
  - Miriam Schapiro, artiste féministe canadienne († 20 juin 2015).
- 17 novembre : Aristides Pereira, homme d'État cap-verdien († 22 septembre 2011).
- 18 novembre : Alan Shepard, premier astronaute américain dans l'espace († 21 juillet 1998).
- 20 novembre :
  - Claude Lebey, journaliste, chroniqueur et éditeur gastronomique français († 10 janvier 2017).
  - Philippe Richer, diplomate et historien français († 6 février 2018).
- 21 novembre : Rodolfo Sacco, juriste, résistant et universitaire italien († 21 mars 2022).
- 22 novembre : 
  - Piéral, comédien français († 22 août 2003).
  - Arthur Hiller, réalisateur et acteur canadien († 17 août 2016).
- 24 novembre : Octavio Lepage Barreto, homme d'État vénézuélien († 6 janvier 2017).
- 25 novembre :
  - Mauno Koivisto, homme d'État finlandais († 12 mai 2017).
  - Solveig Nordström, archéologue suédoise († 21 janvier 2021).
- 27 novembre : Gabriel Isal, footballeur espagnol († 31 janvier 1995).
- 28 novembre :
  - Sosthène Fernandez, général et homme politique cambodgien († 11 juillet 2006).
  - James Karen, acteur américain († 23 octobre 2018).
  - Madeleine Novarina, peintre et poétesse française († 8 novembre 1991).
  - Emilio Rodriguez, coureur cycliste espagnol († 21 février 1984).

## Décembre
- 1er décembre : 
  - Morris, dessinateur de bande dessinée belge († 17 juillet 2001).
  - Stansfield Turner, amiral et haut fonctionnaire américain († 18 janvier 2018).
- 2 décembre :
  - Maria Callas, cantatrice grecque († 16 septembre 1977).
  - Meshulam Riklis, homme d'affaires israélien († 25 janvier 2019).
  - Léon Schwartzenberg, médecin français († 14 octobre 2003).
- 3 décembre :
  - Stjepan Bobek, footballeur yougoslave puis croate († 22 août 2010).
  - Paul Shan Kuo Hsi, cardinal chinois, archevêque émérite de Kaohsiung († 22 août 2012).
- 4 décembre : John Krish, réalisateur anglais († 7 mai 2016).
- 5 décembre :
  - Paul Braffort, informaticien et parolier français († 4 mai 2018).
  - Norman Burton, acteur américain († 29 novembre 2003).
- 6 décembre :
  - Emile Hemmen, écrivain et poète luxembourgeois († 8 janvier 2021).
  - Maury Laws, compositeur américain († 28 mars 2019).
  - Euan Lloyd, producteur britannique († 2 juillet 2016).
  - Karl Sim, peintre et faussaire néo-zélandais († 21 octobre 2013).
- 8 décembre : Pio Taofinu'u, cardinal samoan († 20 janvier 2006).
- 9 décembre : Jean Orchampt, évêque catholique français, évêque émérite d'Angers († 21 août 2021).
- 10 décembre :
  - Lucía Hiriart de Pinochet, épouse du dictateur chilien Augusto Pinochet († 16 décembre 2021).
  - Jorge Semprún, écrivain, scénariste et homme politique espagnol († 7 juin 2011).
- 11 décembre : Janet L. Norwood, statisticienne et économiste américaine († 27 mars 2015).
- 12 décembre : 
  - Jacqueline Fleury, résistante française.
  - Antoni Tàpies, peintre espagnol († 6 février 2012).
  - Vittorio Mathieu, philosophe et homme politique italien († 30 septembre 2020).
  - Bob Barker, producteur et animateur de télévision américain († 26 août 2023).
- 13 décembre :
  - Philip Warren Anderson, physicien américain († 29 mars 2020).
  - Edward Bede Clancy, cardinal australien, archevêque émérite de Sydney († 3 août 2014).
  - Alfonso Osorio, homme politique espagnol († 27 août 2018).
  - André Pédoussaut, peintre et illustrateur français († 15 novembre 1992).
- 14 décembre :
  - Joe Brooks, acteur américain († 5 décembre 2007).
  - Francis Hardy, homme politique français († 12 mars 2021).
- 15 décembre :
  - Freeman Dyson, physicien théoricien et mathématicien britanno-américain († 28 février 2020).
  - Uziel Gal, concepteur d'armes à feu israélien, connue comme l'inventeur du Uzi († 7 septembre 2002).
  - Inge Keller, actrice allemande († 6 février 2017).
- 16 décembre :
  - Émile Courtin, peintre français († 11 janvier 1997)
  - Jacques Machet, homme politique français († 6 février 2015).
- 17 décembre : Rahşan Ecevit, femme politique turque († 17 janvier 2020).
- 18 décembre : Lotti van der Gaag, peintre et sculptrice néerlandaise († 20 février 1999).
- 19 décembre :
  - Maurice Bellet, prêtre catholique français († 5 avril 2018).
  - Caio Mario Garrubba, photographe italien († 2 mai 2015).
- 20 décembre : René Faye, coureur cycliste français († 8 janvier 1994).
- 21 décembre : Willie Julian Usery, Jr., responsable syndical et homme politique américain († 10 décembre 2016).
- 22 décembre : Gloria Escoffery, poétesse jamaïcaine († 24 avril 2002).
- 23 décembre :
  - Hassan El Glaoui, peintre marocain († 21 juin 2018).
  - José Serra Gil, coureur cycliste espagnol († 12 juin 2002).
  - James Stockdale, amiral américain († 5 juillet 2005).
- 24 décembre :
  - Agnès Nanquette, peintre et romancière française († 18 février 1976).
  - Lucien Vieillard, résistant et peintre français († 24 novembre 2021).
- 25 décembre :
  - Luis Álamos, footballeur chilien († 26 juin 1983).
  - René Girard, anthropologue, historien et philosophe français († 4 novembre 2015).
  - Robert Hauvespre, footballeur français († 30 novembre 1997).
  - Maryan Marresch, footballeur français († 26 février 2005).
- 27 décembre :
  - Serge Collot, altiste français († 11 août 2015).
  - Lucas Mangope, homme politique sud-africain († 18 janvier 2018).
  - Elisabeth Versluys, actrice néerlandaise († 18 novembre 2011).
- 28 décembre : Andrew Duggan, acteur américain († 15 mai 1988).
- 29 décembre :
  - Cheikh Anta Diop, historien et anthropologue sénégalais († 7 février 1986).
  - Henri Ginet, peintre surréaliste français († 18 mai 1970).
  - August Hofman, joueur et entraîneur de football belge († 7 septembre 2003).
  - Dina Merrill, actrice et productrice américaine († 22 mai 2017).
- 30 décembre : Jacques Dynam, comédien français († 11 novembre 2004).
- 31 décembre : Louis Vuillermoz, peintre et lithographe français († septembre 2016).

## Date précise inconnue
- Lila Yolanda Andrade, femme de lettres mexicaine († 3 novembre 2015).
- Barry III, de son vrai nom Ibrahima Barry, homme politique guinéen († 25 janvier 1971).
- Salah Cherki, mâalem (maître) marocain de la musique arabo-andalouse († 21 novembre 2011).
- Rakoto Frah, flûtiste et compositeur de musique traditionnelle malgache († 29 septembre 2001).
- Ali Guermassi, peintre tunisien († 1992).
- Neşet Günal, peintre turc († 26 novembre 2002).
- Maria Haller, diplomate angolaise († 18 octobre 2006).
- Ahmed Goumaneh Robleh, homme politique de la Côte française des Somalis et de la République de Somalie.

## Vers 1923
- Joseph Kadji Defosso, industriel et homme d'affaires camerounais († 23 août 2018).